# Дом Николая Высоцкого
Дом Никола́я Высо́цкого — бывший дом Николая Высоцкого на Новой Басманной улице в Москве, памятник архитектуры федерального значения.

## История
На месте существующего дома в 1770-х годах стоял деревянный, принадлежавший графу Людовику де Жилли. В 1784 году его купил флигель-адъютант императрицы Екатерины II Николай Высоцкий. Он перестроил дом в стиле классицизма, строительство дома велось с 1785 по 1790 год. При жизни Николай Петрович устраивал светские вечера и балы, о которых в 1805 году писал Степан Жихарев:
Мы с Петром Ивановичем ездили взглянуть на освещённые окна дома Высоцкого. Вся Басманная до Мясницких ворот запружена экипажами:  цуги, цуги и цуги. Кучерам раздавали по калачу и разносили по стакану пенника. Это по-барски. Музыка слышна издалече: экосез и а-ла-грек так и заставляют подпрыгивать.
В середине XIX века, после смерти Николая Петровича (1827), здание поменяло статус и стало доходным домом. Информации о дальнейшей судьбе здания вплоть до современности не имеется.
В 2012 году дом незаконно отремонтировали, в результате его исторический облик сильно пострадал: были сбиты наличники, русты и повреждён штукатурный слой фасада. В настоящее время помещения здания сдаются в аренду под офисы. По состоянию на 2020 год на первом этаже находятся хинкальная, магазин «Ароматный мир», вход в хостел, магазин оккультных товаров.